# Park w Strzelcach Opolskich
Park w Strzelcach Opolskich – zabytkowy park miejski w Strzelcach Opolskich w stylu angielskim. Powstał w XIX w. przy zamku na zlecenie Andrzeja Renarda, ówczesnego właściciela miasta.
Park ma powierzchnię 65 ha i zamyka się w kształcie wydłużonego wieloboku. Park w zamyśle miał wyglądać jak wycinek naturalnego krajobrazu, więc miał być pozbawiony ściśle wytyczonych granic. Ze względów gospodarczych utworzono jednak ogrodzenie w postaci muru z łamanego kamienia wapiennego z wyjątkiem części południowej, gdzie trwałego ogrodzenia nie było.
Tereny parku mieszczą się na obszarze bagnistym na południe od miasta, na pograniczu fizycznogeograficznego regionu Chełm i równiny rozciągającej się do doliny Małej Panwi. Od północy park graniczy z zamkiem i zabudowaniami wzdłuż ul. Krakowskiej, od zachodu granicą jest ul. Opolska, a od wschodu zachowany we fragmentach mur.
Park dzieli się na dwie części, najstarszą jest tzw. mały park z ruinami zamku, masztalarnią oraz nieistniejącą już kaplicą-mauzoleum. Młodszą częścią jest tzw. duży park oddzielony od małego ulicą Parkową. Znajduje się w nim wieża Ischl i dawna bażanciarnia.

## Historia parku

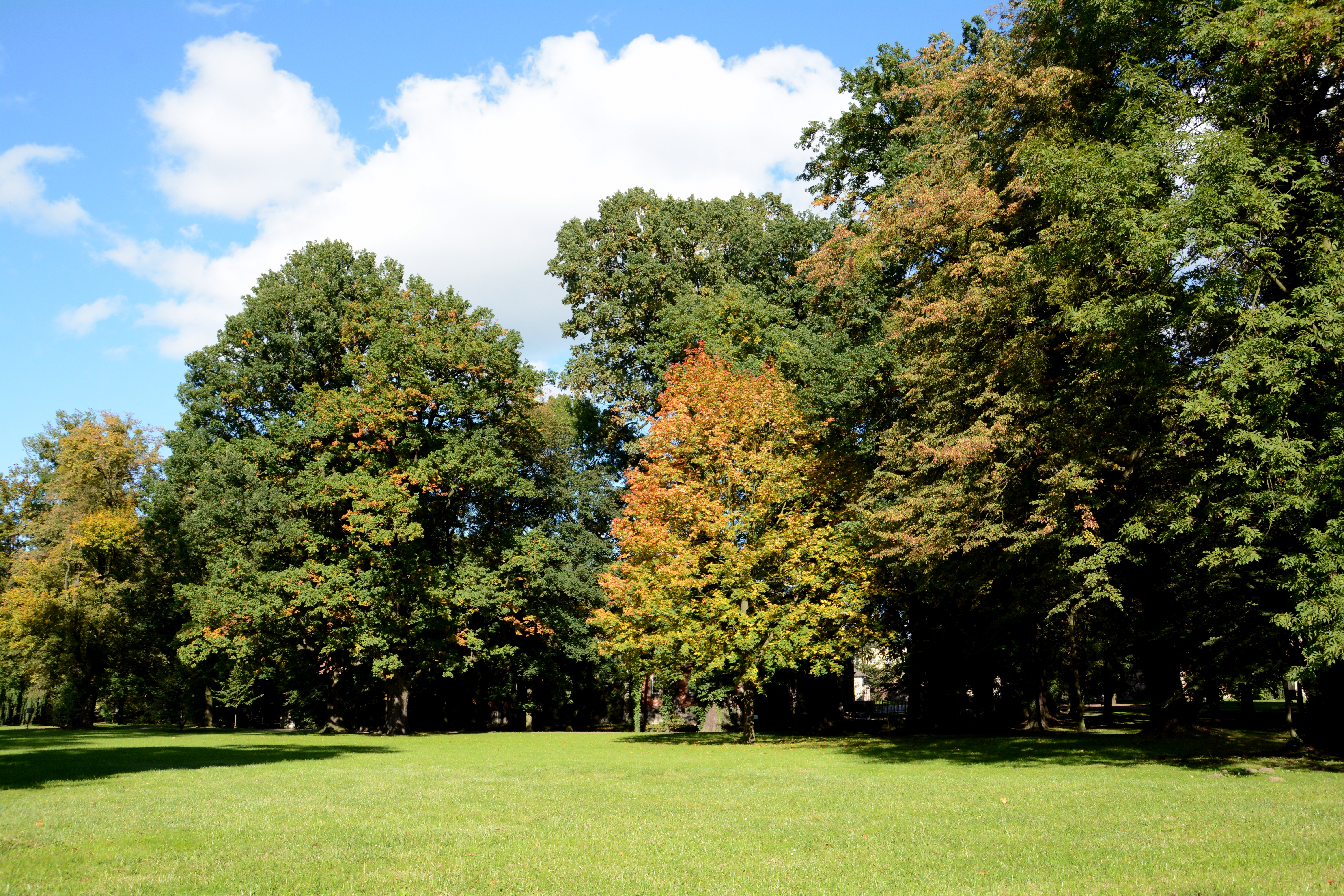
Park wczesną jesienią

W XVIII w. między zamkiem a wałem obronnym istniał niewielki odzobny ogród. Większy, o układzie geometrycznym znajdował się za drogą prowadzącą do Suchych Łanów i prawdopodobnie także należał do zamku. 
Andrzej Renard podczas studiów w Anglii zachwycił się z modnymi wówczas parkami otaczającymi zamki i pałace magnatów. Zainspirowało go to do stworzenia  parku w stylu angielskim również w swojej posiadłości, przy strzeleckim zamku. W tym celu wysłał do Anglii swojego ogrodnika o nazwisku Schmidt, aby zapoznał się z tamtejszymi parkami i zrobił odpowiednie plany. Ogrodnik ten miał duże doświadczenie w tej dziedzinie, uzyskał je m.in. u księcia Pücklera. Schmidt wrócił w 1832 r. i rozpoczął niemal trzydziestoletnią pracę nad tworzeniem parku. W późniejszym okresie radami przy projektowaniu parku służył też Eduard Petzold. Koszt urządzenia parku wyniósł 200 tys. marek i brały w nim udział setki pracowników.
Przez park nie przepływał żaden strumyk, który byłby źródłem wody dla roślin. Po uprzednim osuszeniu bagnistych terenów na południe od zamku i bramy opolskiej przeprowadzonym jeszcze w latach 20. XIX w., wykopano dwa podłużne stawy i połączono je kanałem. Zarybiono je licznymi gatunkami ryb, a z uzyskanej ziemi utworzono sztuczne wzniesienia. Górkę przy zamku wykorzystywano jako chłodnię.
Podczas opuszczania Strzelec w 1945 r. wojska radzieckie spaliły zamek, zniszczyły większość budowli parkowych, a drzewostan uległ dewastacji.

## Roślinność parku
Unikatowe, stare drzewa zwożono nie tylko z terenów powiatu strzeleckiego, ale i z okręgu lublinieckiego. Przykładowo starą lipę z podwórza klasztoru z Jemielnicy musiało ciągnąć aż 16 wołów. Dzięki świetnym warunkom rośliny rosły w bardzo szybkim tempie, zadziwiającym samych ogrodników. 
Do parku sprowadzono przede wszystkim rodzime drzewa liściaste z domieszką iglastych oraz niewielką liczbą aklimatyzowanych drzew egzotycznych jak tulipanowce amerykańskie, platany klonolistne i miłorząb. Oprócz tych gatunków w parku rosną trzystuletnie cisy, topole białe, czarne, daglezje, klony (m.in. srebrzysty, jawor), choiny kanadyjskie, dęby błotne i inne gatunki, sosny wejmutki, limby, magnolie, forsycje, lilaki pospolite, kasztanowce, czerwonolistne buki, lipy szerokolistne, rokitniki, jodły, graby i jesiony. Podmokłe tereny sprzyjają rozwojowi roślinności łęgowej.
Według publikacji Cezarego Pacyniaka z 1992 r. w parku rośnie jeden z najstarszych świerków pospolitych w Polsce, którego wiek wówczas obliczono na 337 lat, a obwód na wysokości pół metra od ziemi – na 490 cm. Poza tym w parku rośnie najwyższy wiąz pospolity w Polsce o wysokości 37,5 m.
W 2006 r. w parku wytyczono i oznakowano ścieżkę ekologiczno-edukacyjną „Szlak Hrabiego Renarda”.

## Budowle i obiekty w parku

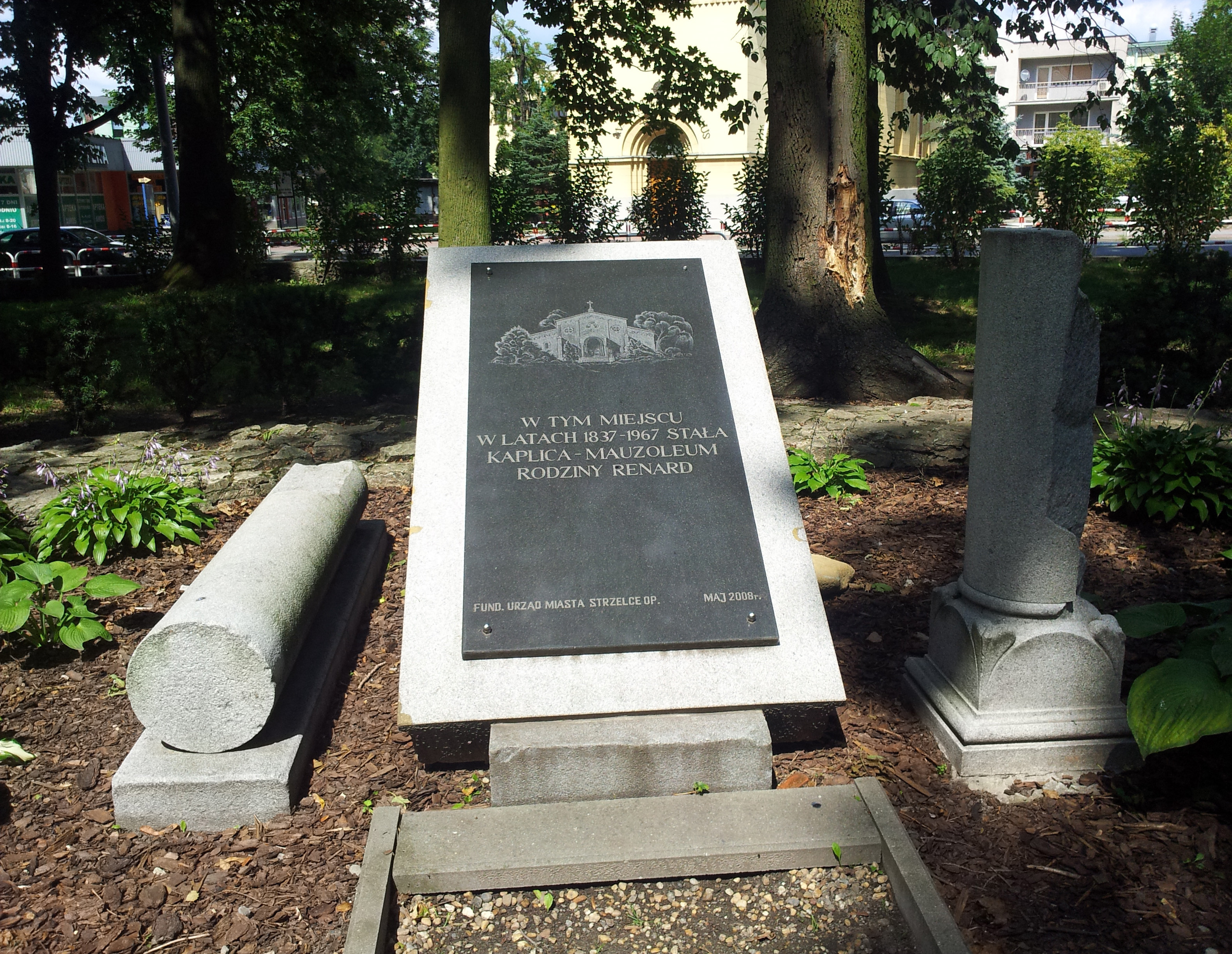
Tablica znajdująca się w parku upamiętniająca kaplicę-mauzoleum rodziny Renard. Za nią widoczny kościół Bożego Ciała

W parku powstało wiele budowli i innych obiektów, które w większości już nie istnieją. Należy do nich oranżeria, ananasarnia, bażanciarnia, neoklasycystyczna świątynia nawiązująca architektonicznie do starożytnej Grecji, wieża Ischl, kaplica-mauzoleum, szkółka leśna, ogródek owocowy, pomnik rzymskiej bogini obfitości Ceres. W niedalekiej odległości od zamku hrabia Renard planował wybudować zamek myśliwski inspirowany architekturą średniowiecza, ale zamiaru tego nie zrealizował.
Około roku 1837 dzięki inicjatywie żony Andrzeja Renarda – Eufemii rozpoczęto budowę kaplicy-mauzoleum według projektu Hermanna Friedricha Wäsemanna. W kaplicy odprawiano msze dla rodziny hrabiego i mieszkańców zamku, a podziemia były miejscem pochówku członków rodziny Renarda. W latach 60. XX w. decyzją władz mocno zniszczoną kaplicę zdecydowano rozebrać, a podziemia zasypać. Zwłoki rodziny zostały przeniesione na miejski cmentarz obok kościoła św. Barbary. W parku znajduje się natomiast grób zmarłego w 1940 r. właściciela zamku Wolfganga zu Castell-Castell.
Pomnik Ceres przedstawiał boginię trzymającą w lewej ręce róg obfitości, w prawej sierp, a u jej stóp leżał snopek zboża. Związana jest z nim legenda. Córka Alberta strzeleckiego, Elżbieta, poślubiła w 1359 r. Władysława Białego, Piasta kujawskiego. Po roku jednak księżniczka zmarła w tajemniczych okolicznościach. Z miłości do ojcowizny Elżbieta wróciła do zamku strzeleckiego jako duch. Chcąc ukoić zbłąkaną duszę księżniczki, żona Andrzeja Renarda – Eufemia poleciła zbudować jej pomnik. Ponieważ nie znała jej wizerunku, postanowiła nadać jej postać rzymskiej bogini Ceres. Posąg został umyślnie uszkodzony przez radzieckich żołnierzy, którzy dla zabawy do niego strzelali. Decyzją władz został w latach 60. XX w. rozebrany, ponieważ rzekomo miał przeszkadzać w obchodach Tysiąclecia Państwa Polskiego w parku.